# Verordnung (EU) FIDA
Die FIDA-Verordnung, Langname „Verordnung des europäischen Parlaments und des Rates über einen Rahmen für den Zugang zu Finanzdaten und zur Änderung der Verordnungen (EU) Nr. 1093/2010, (EU) Nr. 1094/2010, (EU) Nr. 1095/2010 und (EU) 2022/2554“ ist der Entwurf einer EU-Verordnung, die den Rechtsrahmen für Zugang zu Finanzdaten in der EU festlegen soll.
Die Abkürzung FIDA repräsentiert die englische Bezeichnung FInancial Data Access dieses Rechtsakts und hat bereits weite Verbreitung innerhalb der deutschen Finanzbranche gefunden.
Am 28. Juni 2023 hat die Kommissarin für Finanzdienstleistungen, Finanzstabilität und die Kapitalmarktunion den Entwurf der FIDA-Verordnung veröffentlicht. Die Verordnung soll den Anwendungsbereich des Open Bankings hin zu Open Finance erweitern. Er schafft innerhalb der regulierten Finanzindustrie ein gesetzliches Zugangsrecht zu Kundendaten und schließt dabei erstmalig auch Versicherer ein. Konkret heißt das, dass Finanzinstitute (Dateninhaber) anderen Finanzunternehmen und registrierten Drittanbietern (Datennutzern) Kundendaten über standardisierte APIs zur Verfügung stellen müssen. Voraussetzung ist die Zustimmung des Kunden, dessen Souveränität über seine Finanzdaten weiter gestärkt werden soll. Mit FIDA unterliegt das Data Sharing im Finanzsektor künftig EU-weit einer einheitlichen Gesetzesgrundlage.

## Aufbau der Verordnung
Der Rechtsakt besteht aus 8 Kapiteln, die 36 Artikel umfassen:
1. Gegenstand, Anwendungsbereich und Begriffsbestimmungen (Artikel 1–3)
2. Datenzugang (Artikel 4–6)
3. Verantwortungsvolle Datennutzung und Dashboards für Zugriffsberechtigungen (Artikel 7–8)
4. Systeme für den Austausch von Finanzdaten (Artikel 9–11)
5. Anspruch auf Datenzugang und Organisation (Artikel 12–16)
6. Zuständige Behörden und Aufsichtsrahmen (Artikel 17–27)
7. Grenzüberschreitender Datenzugang (Artikel 28–29)
8. Schlussbestimmungen (Artikel 30–36)

## Änderung anderer Rechtsakte
Durch die Verordnung sollen die folgenden EU-Verordnungen geändert werden:
- Artikel 32: Verordnung (EU) 1093/2010 – Errichtung der EBA (Europäische Bankenaufsichtsbehörde)
- Artikel 33: Verordnung (EU) 1094/2010 – Errichtung der EIOPA (Europäische Aufsichtsbehörde für das Versicherungswesen und die betriebliche Altersversorgung)
- Artikel 34: Verordnung (EU) 1095/2010 – Errichtung der ESMA (Europäische Wertpapier- und Marktaufsichtsbehörde)
- Artikel 35: Verordnung (EU) 2022/2554 – DORA (Digital Operational Resilience Act)